# 约翰·L·卡斯蒂
约翰·L·卡斯蒂（英語：John L. Casti，1943年—）是一位美国数学家、企业家和科學作家，主要作品有《虚实世界：计算机仿真如何改变科学的疆域》（Would-Be Worlds, a volume on computer simulation and the way it promises to change the way we do science）、《剑桥五重奏：机器能思考吗？》（The Cambridge Quintet）、《逻辑人生：哥德尔传》（Gödel: A Life of Logic，与维尔纳·德波利合著）等。